# Napoleon: Total War
Napoleon: Total War (viết tắt là NTW; tạm dịch: Napoleon – Chiến tranh tổng lực) là trò chơi máy tính thuộc thể loại chiến thuật thời gian thực và chiến lược theo lượt do hãng The Creative Assembly (CA) phát triển và được Sega phát hành vào năm 2010 dành riêng cho hệ máy PC. Napoleon được phát hành vào ngày 23 tháng 2 năm 2010 tại Bắc Mỹ, và ngày 26 tháng 2 tại châu Âu. Đây là phiên bản thứ sáu của dòng trò chơi Total War. Các chiến dịch trong trò chơi diễn ra tại châu Âu, Bắc Phi và Trung Đông. Người chơi sẽ vào vai nhân vật trứ danh Napoléon Bonaparte, hoặc một trong những kẻ thù của ông trên bản đồ chiến dịch theo lượt và những trận đánh giàn trận thời gian thực. Nếu như ở trong phiên bản trước, Empire: Total War, cốt truyện chính được xây dựng dựa trên lịch sử Hoa Kỳ, thì tại Napoleon, người chơi sẽ tham gia vào ba chiến dịch đặc biệt trong đời binh nghiệp của vị hoàng đế nổi tiếng này.
Napoleon nhận được nhiều lời khen ngợi từ phía các nhà phê bình. Các lời khen chủ yếu xoay quanh chiều sâu của chiến lược và độ rộng của chiến trường, hiệu ứng hình ảnh và độ chính xác về mặt lịch sử. Mặc dù vậy, vẫn có một số lời phê bình về mặt trí tuệ thông minh nhân tạo (AI) của game, việc yêu cầu hệ thống cao ngoài giới hạn của trò chơi, và nhiều người khác lại cho rằng Napoleon chả có gì khác so với Empire, tức người tiền nhiệm của nó.

## Trò chơi
Giống như các phiên bản trước, Napoleon: Total War là sự kết hợp giữa thể loại game chiến thuật theo lượt với những trận đánh theo thời gian thực. Phần chiến thuật xảy ra trên các bản đồ 3D thu nhỏ, nơi người chơi xây dựng cơ sở hạ tầng, phát triển các công nghệ, xây dựng quân đội, phát triển kinh tế. Khi binh lính xung trận, game thủ có thể chọn chức năng tự động hoặc tự mình điều binh khiển tướng. Nếu chủ động tấn công, bạn phải tiêu diệt toàn bộ quân địch. Nhưng nếu tham chiến ở tư thế phòng thủ, bạn chỉ cần cầm cự cho tới khi hết thời gian dành cho cuộc chiến trong khoảng thời gian 20 phút, 40 phút hoặc 60 phút (tùy theo tùy chọn). Nếu không muốn bị ràng buộc về thời gian người chơi có thể tắt chức năng giới hạn thời gian.
Napoleon: Total War trao cho người chơi cơ hội tham gia tất cả chiến dịch quân sự lớn của Napoleon trong khoảng thời gian 20 năm, từ cuộc chiến tranh Liên minh thứ Hai với Áo, Nga, Piedmont-Sardinia năm 1796, cuộc xâm lăng Ai Cập vào năm 1798, chiến dịch chinh phạt châu Âu (hay còn gọi là "Mastery of Europe") cho tới trận Waterloo lịch sử. Ngoài ra chiến dịch "Campaigns of the Coalition" cho phép game thủ chọn một trong các cường quốc Áo, Phổ, Nga hay Anh để tiêu diệt ảnh hưởng của đế chế Napoleon trên toàn châu Âu. Và cũng như các trò chơi dòng Total War trước, người chơi cũng sẽ bắt đầu với một số vùng đất nhất định. Khác với Empire: Total War, các đội quân bị tổn thất sau các trận đánh sẽ tự động "nhập ngũ" tại các tỉnh do người chơi hoặc đồng minh của họ sở hữu. Tốc độ "nhập ngũ" nhanh hay chậm phụ thuộc vào cấp độ công trình quân sự và một số công trình hậu cần khác. Các hiệu ứng về mùa, thời tiết và khí hậu xuất hiện khá nhiều trong game. Quân đội của bạn có thể thua trận nếu chiến đấu trong điều kiện thời tiết khắc nghiệt - như trong cái nóng khủng khiếp ở sa mạc châu Phi hay cái lạnh thấu xương của mùa đông châu Âu. Thời tiết cũng là yếu tố cần quan tâm khi áp dụng chiến thuật, bởi độ chính xác của các loại súng đều giảm trong những điều kiện thời tiết khắc nghiệt. Tại chiến dịch "Mastery of Europe", ngoại trừ Nga, các đội quân thuộc quốc gia khác sẽ chết dần chết mòn nếu như đóng tại khu vực có nhiều tuyết. Một số trận đánh nổi tiếng như trận Austerlitz, Trafalgar, Borodino hay Waterloo,... được tái hiện lại trong phần "Napoleon's Battles".
Một cách đơn giản để giành được sự kính trọng của người dân trong nước là áp đảo kẻ thù trên chiến trường và xâm chiếm các vùng đất khác. Sau khi chiếm được một lãnh thổ, người chơi có thể kiểm soát thành đó một cách êm chuyện hoặc đem quân đi cướp phá, điều này sẽ rất có hại vì dân chúng có thể phất cờ khởi nghĩa. Trong một số trường hợp bạn có thể giúp một dân tộc nào đó thoát khỏi ách thống trị của một đế quốc khác để tạo nên một nước chư hầu của mình. Ngoại giao phát huy hiệu quả rõ rệt trong Napoleon: Total War. Tất cả những quốc gia do máy điều khiển luôn sẵn sàng đồng ý giao thương hoặc cho bạn mượn đường đánh nước khác nếu bạn có đường lối ngoại giao khéo léo. Phần chơi nối mạng có nhiều chế độ để người chơi lựa chọn. Người chơi có thể tham gia các chiến dịch với tư cách là đồng đội hoặc đối thủ của nhau. Dù điều khiển nước nào thì bạn cũng có rất nhiều việc để làm. Một trong những điểm mới của phần chơi nối mạng là người chơi có thể điều khiển quân lính AI khi những game thủ khác đang xung trận. Một chế độ hoàn toàn mới trong phần chơi mạng cho phép game thủ nhảy vào phần chơi đơn của người khác để đóng vai kẻ thù của người đó hoặc tự tạo ra một chiến dịch riêng. Tuy nhiên, chế độ này chỉ thực hiện được trong một số trận chiến nhất định. Ngoài ra, trò chơi còn có 15 trận chiến có thật trong lịch sử dành cho phần chơi đồng đội, cùng với hàng loạt trận đánh ngẫu nhiên trên bộ và biển.